# Доминиканский монастырь (Порденоне)
Доминиканский монастырь (итал. Convento dei Domenicani, Pordenone) — бывший монастырь ордена доминиканцев, располагавшийся в городе Порденоне (Фриули — Венеция-Джулия). Был основан в 1685 году; строительство здания на небольшом холме за городскими стенами началось в 1696 году. Строительные работы были завершены к 1728 году: за исключением возведения церковной колокольни. В 1770 году монастырь был закрыт по указу Венецианской республики; сегодня в его помещениях располагается городская (муниципальная) библиотека — Biblioteca Civica di Pordenone.

## История и описание

### Монастырь, суд и школа
В 1685 году доминиканские монахи, проживавшие в Венеции, получили крупное пожертвование от Альвизе Херарди на основание нового монастыря. В 1696 году они купили у Даниэле ди Монтереале Мантика участок земли, расположенный недалеко от городских стен Порденоне. Земля была выровнена, чтобы позволить начать строительство монастыря — здание на небольшом холме начали возводиться в 1696 году. Строительство, в целом, было завершено к 1728 году — исключением стала колокольня, достраивавшая позднее. Между 1728 и 1729 годами монастырская церковь была освящена епископом Конкордии Джакомо Марией Эриццо. Колокольню, в которой в августе 1735 года поставили четыре колокола, пришлось снести и перестроить; строительство новой колокольни было завершено к 1739 году. Чтобы облегчить доступ к церкви для горожан, монахи убедили муниципалитет создать новые ворота в городских стенах — и построили за свой счёт мост, названный «монашеским» (delle monache).
В 1770 году монастырь был закрыт по указу правительства Венецианской республики. В 1771 году комплекс зданий выкупили монахини-августинки, при поддержке епископа Конкордии Альвизе Марии Габриэли. В том же году августинки переехали в Порденоне из монастыря Санта-Мария-дельи-Анджели. В последующие годы двухэтажное здание претерпело незначительные изменения. После того как женский монастырь был закрыт, в период между 1806 и 1808 годами, комплекс зданий был выставлен на аукцион. В 1812 году новый владелец, Антонио Вильялта, приказал снести церковь и колокольню — на строительные материалы.
В последующие годы остатки монастыря использовались как казармы, пока Фриули не стал частью Королевства Италии в 1866 году. В тот период к зданию было построено новое крыло, расположенное на месте снесенной церкви. Затем здание стало резиденцией для школы и суда. Во время Первой мировой войны оно использовалось как военный госпиталь, который в 1919 году был отремонтирован. В 1923 году уголовный суд переехал и в здании остался только мировой суд. После Второй мировой войны, с 1967 по 2000 год, бывший монастырь использовался как здание средней школы.
5 июня 2010 года — после реставрации, которая длилась с 2003 по 2010 год — здание стало новым центральным офисом для Городской (муниципальной) библиотеки Порденоне.

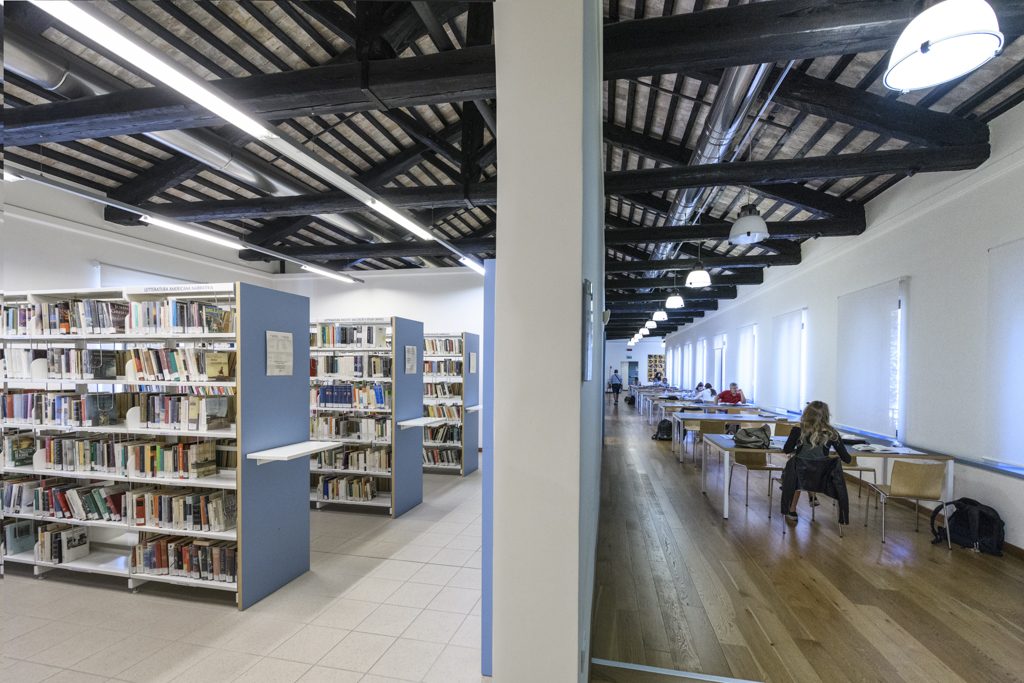
Интерьер первого этажа Городской библиотеки (2018)

### Библиотека
Городская библиотека Порденоне ведёт свою историю с 1932 года, когда в своём завещании от 26 марта граф Альфонсо ди Порсиа и Бругнера (Alfonso di Porcia e Brugnera) оставили значительную часть своей частной библиотеки муниципалитету Порденоне — в дополнение к сумме в 10 тысяч лир «на создание публичной библиотеки». Граф Альфонсо был известным в регионе библиофилом и за свою жизнь собрал значительную личную коллекцию, включавшую в себя гравюры, старинные и современные книги, пергаменты, а также — географические карты. Он интересовался генеалогией, геральдикой и краеведением.
В мае 1933 года библиотека получила три комнаты в ратуше (подестерии), где началась инвентаризация и каталогизация собрания, продолжавшиеся до декабря 1935 года. Неофициальное открытие библиотеки состоялось в первые месяцы 1935 года; в ней был назначен главный секретарь и архивист. Со временем книжные фонды увеличились благодаря подаркам от Библиографического управления Венеции и от граждан. Так семья Марчи несколько раз присылала библиотеке финансовую помощь и несколько тысяч книг, в особенности, для детей. Клуб «Lions Club di Pordenone», по случаю десятой годовщины основания ассоциации, передал в дар библиотеке свою коллекцию классической греческой и латинской литературы.
В 1960 году библиотека была переведена в здание на улице Виале Гориция и стала интересовать более широкую аудиторию горожан. Муниципальная администрация реорганизовала библиотеку и отреставрировала для неё здание «Palazzo del Monte», построенное в XVIII веке. В 1960-е годы у библиотеки появились и районные отделения. После переезда в здание бывшего монастыря библиотека смогла предоставить горожанам целый спектр новых услуг: учебные и мультимедийный зоны, читальный зал, секцию комиксов и детской литературы, игровую зону и так далее. В библиотеке также стали проводиться концерты, театральные представления и публичные чтения.